# Mueda, mémoire et massacre
Pour plus de détails, voir Fiche technique et Distribution.
Mueda, mémoire et massacre (Mueda, Memória e Massacre) est un film mozambicain réalisé par Ruy Guerra, sorti en 1979.

## Synopsis
Le film traite du massacre de Mueda au Mozambique.

## Fiche technique
- Titre original : Mueda, Memória e Massacre
- Titre français : Mueda, mémoire et massacre
- Réalisation : Ruy Guerra
- Scénario : Calisto Dos Lagos
- Pays d'origine : Brésil
- Format : Noir et blanc - 35 mm - Mono
- Genre : drame
- Durée : 80 minutes
- Date de sortie : 1979

## Distribution
- Romao Canapoquele
- Filipe Gunoguacala
- Mauricio Machimbuco
- Baltazar Nchilema